# Route nationale 16 (Luxembourg)
Pour les articles homonymes, voir N16 et Route nationale 16.
La route nationale 16 est une route nationale luxembourgeoise reliant Aspelt à Remich.